# Мидл (остров, озеро Эри)
Мидл (англ. Middle Island, фр. Île Middle) — необитаемый остров на озере Эри, административно относится к графству Эссекс (Юго-Западное Онтарио, Онтарио, Канада). Является самой южной точкой Канады. Расстояние от Мидл, самого южного острова Канады, до мыса Колумбия (самой северной точки страны), расположенного на острове Элсмир, самом северном острове страны, составляет 4640 километров.

## География, описание
Остров Мидл (то есть «Средний», «Центральный», так как расположен примерно посередине между побережьями Онтарио и Огайо) расположен в юго-западной части озера Эри. Имеет условно прямоугольную форму, вытянут с запада на восток на 770 метров, с юга на север — на 270 метров, его площадь составляет 0,185 км². От северо-западной части острова на запад отходит узкая песчаная коса длиной 330 метров, которая до конца XIX века была отдельным островом и называлась Галл (Остров чаек). Остров примечателен тем, что в 100 метрах к юго-западу от него проходит морская граница между Канадой и США. Остров Мидл является частью национального парка Пойнт-Пили, но официально доступ на него посетителям закрыт. Остров признан так называемой Территорией природного и научного интереса. Он полностью покрыт лесом, зданий и сооружений на нём нет, за исключением руин маяка (1872—1918) и руин здания, предположительно публичного дома, функционировавшего во второй половине 1930-х годов.
Ближайшие острова-«соседи»: Пили — в 5 км к северу, Келлис-Айленд — в 6,5 км к югу, Мидл-Басс — в 7,5 км к западу, Саут-Басс — в 8,7 км к западу-юго-западу.
На острове во множестве селятся баклановые: в 2008 году учреждение «Парки Канады» насчитало на острове около 4000 их гнёзд; а вообще на этом маленьком острове было обнаружено более 150 видов птиц. На острове описаны 257 видов растений, в том числе 26 редких (например, Fraxinus quadrangulata). Через остров проходят важные миграционные пути бабочек, птиц и других животных.

## История
Археологические раскопки, проведённые на острове в 1982 году, доказали, что остров был населён в первой половине второго тысячелетия нашей эры, а в одном месте были обнаружены доказательства пребывания здесь человека примерно в середине первого тысячелетия до нашей эры. Отдельные учёные заявляют, что остров Мидл был населён уже 10 000 лет назад, хотя Мидл стал собственно островом около 4300 лет назад. В конце XIX века на острове Мидл некоторое время выращивался виноград. Во время Сухого закона (1920—1933) остров Мидл служил перевалочным пунктом для контрабанды алкоголя. Гангстер Джо Роско в то время купил часть острова, выстроил там семикомнатный «клуб», который стал местным центром бутлегерства. После 1933 года «клуб» превратился в престижную гостиницу, в которую приезжали до 200 человек в день. До 1950-х годов на острове функционировала взлётно-посадочная полоса длиной 275 метров, примечательная тем, что как её начало, так и конец находились в водах озера. Несмотря на то, что остров Мидл расположен в канадских территориальных водах и США никогда не оспаривали право на владение им, Мидл долгое время находился в частной собственности различных граждан США. В 1999 году он был в итоге приобретён организацией «Охрана природы Канады» и 6 сентября 2000 года пожертвован ею Канадской системе национальных парков. В разное время остров Мидл служил важным промежуточным пунктом для беглых рабов, пленных и дезертиров времён Гражданской войны.